# Anselm von Laon
Anselm von Laon (auch Anselme de Laon, latinisiert Anselmus von Laon; * um 1050; † 15. Juli 1117) war ein katholischer Theologe und Frühscholastiker.

## Leben
Anselm war der Sohn eines Bauern. Er studierte in der Abtei von Bec und war ein Schüler des Anselm von Canterbury, lehrte dann (ab etwa 1090) an der bischöflichen Domschule in Laon, wo er viele Schüler um sich versammelte, darunter Wilhelm von Champeaux und Petrus Abaelardus. Da sein Unterricht jedoch nur die traditionelle Lehre reflektierte und mehr auf der strikten Auslegung der Texte als auf eigenen Überlegungen gründete, wandte sich ein Denker wie Abaelard rasch von ihm ab. Anselm lehnte im Besonderen jede Fragestellung ab, die nicht durch autorisierte Texte geklärt werden konnte. Sein Schüler war Alberich von Reims.
Er lehnte es mehrfach ab, Bischof zu werden, und befasste sich in seinen letzten Jahren ausschließlich damit, seine Lehre zu verdeutlichen. Seine Werke, vor allem die Sentenzen und die Glossa ordinaria, die nur eine akribische Auflistung der Schrift ist, wurden in der Gunst der Lehrer und Schüler bald von denen der folgenden Generation verdrängt, wie zum Beispiel den Sentenzen des Petrus Lombardus. Anselm hat jedoch viel dazu beigetragen, Regeln für eine Scholastik zu finden, die der Argumentation zugänglich ist und nicht nur aus Zitaten besteht, und das intellektuelle Erbe zu erhellen, auf das sich die mittelalterliche Theologie gründete. Die Sic-et-non-Methode soll nicht erst durch Abaelard, sondern schon früher, unter anderem von der Schule des Anselm von Laon gepflegt worden sein.